# One Love Manchester
One Love Manchester foi um concerto beneficente instituído pela cantora norte-Americana Ariana Grande, em resposta ao atentado à bomba em seu show em Manchester, duas semanas antes. O evento, transmitido ao vivo pela BBC One, ocorreu em 4 de junho de 2017, no estádio Old Trafford Cricket Ground, localizado em Old Trafford, área metropolitana de Manchester, com apresentação de Sara Cox e Ore Oduba, e contou com a presença de 50.000 pessoas. As estrelas convidadas foram Justin Bieber, Black Eyed Peas, Coldplay, Miley Cyrus, Niall Horan, Little Mix, Katy Perry, Take That, Usher, Imogen Heap, Pharrell Williams, Robbie Williams, e Liam Gallagher.
Os rendimentos do evento beneficiarão o We Love Manchester Emergency Fund, que foi estabelecido pelo Manchester City Council e pela Cruz Vermelha Britânica, após o atentado de 22 de maio, que matou 22 espectadores e feriu mais de 100. Os fundos irão ajudar as vítimas e suas famílias. A Cruz Vermelha Britânica informou que recebeu mais de £ 10 milhões (US$ 13 milhões) em doações nas 12 horas seguintes ao concerto.
Apesar da diferença de fuso horário, diversas emissoras, de pelo menos 50 países, transmitiram o concerto ao vivo, o qual foi simultaneamente transmitido ao vivo por diversas plataformas digitais, incluindo Twitter, Facebook e YouTube. No Brasil, o concerto foi transmitido ao vivo pelo canal Multishow.

## Antecedentes
Em 22 de maio de 2017, um atentado suicida foi realizado na Manchester Arena em Manchester, na Inglaterra, após um concerto de Ariana Grande, como parte de sua turnê Dangerous Woman Tour. 22 pessoas foram mortas e mais 100 ficaram feridas, alguns em estado crítico.
Poucas horas após o bombardeio, Ariana, pessoalmente, postou uma mensagem em seu Twitter: "Devastada. Do fundo do meu coração, eu sinto muitíssimo. Eu não tenho palavras.  [sic]" Grande posteriormente suspendeu sua turnê e voou para a casa de sua mãe em Boca Raton, Flórida, nos Estados Unidos. No dia 26 de maio, ela anunciou que ela organizaria um concerto benéfico em Manchester para as vítimas do ataque.

## Desenvolvimento e planejamento
Os ingressos para o evento foram disponibilizados em 1 de junho de 2017, por £ 40, e vendidos sem taxas de reserva. Esses ingressos se esgotaram 6 minutos após terem sido colocados á venda. Os fãs que estavam no show de 22 de maio puderam se inscrever para participar do concerto, sem  custo nenhum. As inscrições terminaram em 31 de maio, às 17:00, mas foram prorrogadas até as 22:00, para permitir que o maior numero de pessoas presentes show no dia 22 pudessem comparecer. A empresa de metrô Metrolink ofereceu viagens gratuitas ao público do evento, de, e para, a estação de Old Trafford. A empresa de transporte Uber também disse que as tarifas dos passageiros viajando para, e do, show seriam doadas para caridade.
Após o ataque de Londres, que ocorreu um dia antes do show, a Polícia de Manchester anunciou que a segurança do evento seria ainda mais dura do que o planejado. Eles também aconselharam os participantes a não trazerem bolsas para o local, por razões de segurança.
Ingressos para o concerto foram encontrados para venda no site de leilões online eBay, a preços acima do preço de venda original. O site eBay respondeu e removeu os mesmos.

## O concerto
Antes de abrir o concerto, o cantor Marcus Mumford pediu que se fizesse um minuto de silêncio em memória aos mortos, tanto do atentando em Manchester quanto aos do atentado em Londres, ocorrido no dia anterior. 
Após a primeira apresentação de Ariana, Stevie Wonder apareceu por meio de um vídeo pré-gravado. Após a performance de Imogen Heap, foi apresentado um vídeo do famoso jogado de futebol, de Manchester, David Beckham, lendo um poema dedicado à cidade. Vídeos de outros artistas e celebridades, incluindo Halsey, Bastille, Anne-Marie, Demi Lovato, Jennifer Hudson, Blossoms, Chance, The Rapper, Camila Cabello, The Chainsmokers, DJ Khaled, Little Mix, Circa Waves, Kendall Jenner, Clean Bandit, Dua Lipa, Sean Paul, Nick Grimshaw, Kings of Leon, Sam Smith, Rita Ora, Shawn Mendes, Twenty One Pilots, Paul McCartney, U2, e os jogadores do Manchester United e do Manchester City, declarando sua solidariedade com Manchester, também foram mostrados.
O conterrâneo de Manchester, Liam Gallagher, fez uma aparição surpresa no final do show. Ele havia declarado anteriormente que queria participar do evento, mas que havia um conflito de agenda com o festival alemão Rock im Park. Ele voou para o concerto diretamente de sua apresentação na Alemanha.Por coincidência, ele também iria se apresentar no festival alemão Rock am Ring, dois dias antes, mas o resto desse dia do festival foi cancelado antes de sua apresentação, devido a suspeitas de terrorismo.
O cantor americano Usher havia sido anunciado como uma das atrações do evento, mas não participou do mesmo. Ao invés disso, ele apareceu com outros músicos no vídeo pré-gravado, enviando seus melhores desejos para Manchester.

### Performances
| Artista(s)                    | Canção(ões) |
| ----------------------------- | --- |
| Marcus Mumford                | "Timshel" |
| Take That                     | "Shine" "Giants" "Rule the World" |
| Robbie Williams               | "Strong" Angels" |
| Pharrell Williams             | "Get Lucky" (com Marcus Mumford) "Happy" (com Miley Cyrus) |
| Miley Cyrus                   | "Inspired" |
| Niall Horan                   | "Slow Hands" "This Town" |
| Ariana Grande                 | "Be Alright" Break Free" |
| Stevie Wonder                 | "Love's in Need of Love Today" (video) |
| Little Mix                    | "Wings" |
| Victoria Monét                | "Better Days" (com Ariana Grande) |
| The Black Eyed Peas           | "Where Is the Love?" (com Ariana Grande) |
| Imogen Heap                   | "Hide and Seek" |
| Ariana Grande                 | "My Everything" (com o Coro da Escola Secundária Parrs Wood) "The Way" (com Mac Miller) "Dang!" (com Mac Miller) "Don't Dream It's Over" (com Miley Cyrus) "Side to Side" |
| Katy Perry                    | "Part of Me" (acústico) "Roar" |
| Justin Bieber                 | "Love Yourself" (acústico) "Cold Water" (acústico) |
| Ariana Grande                 | "Love Me Harder" |
| Chris Martin e Jonny Buckland | "Don't Look Back in Anger" (com Ariana Grande) |
| Coldplay                      | "Sit Down" / "Fix You" Viva la Vida" "Something Just Like This" |
| Liam Gallagher                | "Rock 'n' Roll Star" "Wall of Glass" "Live Forever" (com Chris Martin e Jonny Buckland)                                                                                   |
| Ariana Grande                 | "One Last Time" (com todos os artistas convidados) "Somewhere Over the Rainbow"                                                                                           |

## Transmissão
O concerto foi transmitido ao vivo pelas redes BBC One, BBC Radio e Capital FM. A cobertura televisiva da BBC One foi apresentada por Sara Cox e Ore Oduba, com Nick Grimshaw e Anita Rani apresentando dos bastidores e no meio da multidão. A cobertura da BBC Radio consistiu em uma transmissão simultânea, apresentada por Scott Mills, Jo Whiley, John Murray e Becky Want, na BBC Radio 1, BBC Radio 2, BBC Radio 5 Live e BBC Radio Manchester, respectivamente. A BBC World Service também transmitiu o concerto ao vivo.
A BBC também anunciou que transmitiria todo o concerto, mesmo que ele ultrapassasse a duração prevista de três horas, o que de fato veio a acontecer.

### Transmissão internacional
Redes de pelo menos 38 países transmitiram o show ao vivo, apesar da diferença de fuso horário. A BBC foi a difusora oficial para redes televisivas internacionais, e a União Europeia de Radiodifusão (UER) distribuiu o show para suas emissoras afiliadas, o qual também foi transmitido online.
- Albânia: RTSH 2, Radio Tirana 2[33]
- Alemanha: 1LIVE,[34] RBB Fernsehen, Radio Fritz,[35] NDR 2,[36] DASDING[37]
- Argentina: TN,[38] E![39]
- Austrália: BBC UKTV,[40] Nine Network[41]
- Áustria: oe24.tv
- Bélgica: één,[42] La Trois,[43] Pure FM,[44] MNM
- Brasil: Multishow[45]
- Bulgária: Horizont, BNT 1[46]
- Canadá: CTV, Much, Virgin Radio,[47] Vrak[48]
- Chile: E![39]
- China: Tencent[47]
- Colômbia: E![39]
- Dinamarca: TV 2[49]
- Eslováquia: Dvojka[50]
- Eslovênia: Radio Val 202[51]
- Estados Unidos: Freeform, ABC[47]
- Estónia: ETV, Raadio 2[52]
- Finlândia: Yle TV2[53]
- França: TMC,[47] Mouv'[54]
- Gronelândia: TV 2[55]
- Hong Kong: ViuTVsix[56]
- Irlanda: RTÉ 2, RTÉ 2fm[57]
- Islândia: RÚV, Rás 2[58]
- Itália: Rai 1,[59]Rai 4, Rai Radio 2,[60] RTL 102.5,[61] Super![62]
- Letónia: Latvijas Radio 5[63]
- Lituânia: LRT Radijas
- México: E![39]
- Nova Zelândia: TVNZ 1, BBC UKTV[64]
- Noruega: NRK3[65]
- Países Baixos: NPO 3,[66] NPO 3FM[67]
- Peru: E![39]
- Portugal: RTP1[68]
- Chéquia: ČT art[69]
- Suécia: SVT24, Sveriges Radio P3[70]
- Suíça : RTS Deux, Radio SRF 3[71]
- Taiwan: KKBox[47]

### Transmissãoonline
O concerto foi transmitido ao vivo por diversos sites e aplicativos, tais como YouTube, Twitter e Facebook.

## Público
Os ingressos para o evento, com capacidade de 50.000 pessoas, se esgotaram em 20 minutos. Aproximadamente 14.000 pessoas que participaram do concerto no qual ocorreu o atentado, podiam se inscrever para receber ingressos gratuitos para o evento One Love Manchester. No entanto, as cerca de 10.000 inscrições adicionais, de pessoas não elegíveis para ganhar tais ingressos, causaram atrasos no processamento dos mesmos.
O concerto atingiu uma média de 10,9 milhões de telespectadores na BBC One, chegando a um pico de 14,5 milhões de telespectadores. 22,6 milhões de pessoas assistiram pelo menos três minutos do programa na BBC One, fazendo deste o evento televisivo mais assistido do Reino Unido no ano de 2017. O concerto atingiu uma ibope de audiência de 49,3% de espectadores em geral, sendo 69% de adultos com idade de 16 a 24 anos,  e 61% na população demográfica de 25 a 34 anos de idade.
Os números oficiais daquela semana colocam a audiência média no Reino Unido em 11,63 milhões. A plataforma de streaming BBC iPlayer registrou mais de um milhão de pedidos para ver o concerto ao vivo, fazendo de One Love Manchester o maior programa não-esportivo da história do iPlayer, superando a cerimônia de abertura dos Jogos Olímpicos de 2012, ocorridos em Londres.

## Dinheiro arrecadado
A Cruz Vermelha Britânica recebeu £$ 2,35 milhões (quase US$ 3 milhões) em doações, durante as três horas do show, para o fundo We Love Manchester Emergency Fund. No dia seguinte, a Cruz Vermelha Britânica anunciou ter recebido mais de £ 10 milhões (US$ 13 milhões), desde o ataque.
Grande também re-lançou seu single "One Last Time", e irá doar todos os rendimentos ao fundo. Ela também lançou uma versão ao vivo de Somewhere Over The Rainbow, que ela cantou durante o evento, em plataformas de música e de streaming, como um single de caridade.
| Venda de ingressos         |               |               |
| Público do dia do atentado | Público geral | Público total |
| 14,200                     | 50,800        | 55,000        |

| Dinheiro arrecadado |                         |                         |                  |
| Venda de ingressos  | Cruz Vermelha Britânica | Fundraising do Facebook | Total arrecadado |
| —                   | £ 10 milhões ($13M)     | —                       | —                |

## Reações
Francis Wilkinson, do portal Bloomberg.com, escreveu que Grande ofereceu "um rosto que era corajoso e amável frente ao terror, e ao mesmo tempo realizou vários objetivos úteis - arrecadou dinheiro para as vítimas, reforçou o senso de coragem e fez com que os ataques parecessem insignificantes e inúteis. Seja lá o que os terroristas esperavam produzir em Manchester, certamente não era essa festa."
Kory Grow, da revista Rolling Stone, escreveu: "Enquanto seguia meu caminho para pegar o bonde, escrevi no meu aplicativo Apple Notes, "Helicóptero pairando sobre minha cabeça", o que para mim significava que os fãs estavam sendo vigiados. Então dois policiais me pararam e perguntaram com quem eu estava e se eu havia escrito algo sobre um helicóptero no meu telefone, sem explicar a tecnologia usada para lerem meu aplicativo do Notes. Depois de uma amistosa discussão, eles examinaram minha mochila, verificaram minha identidade e meu cartão de visita, e determinaram que eu não era uma ameaça. "Você tem que entender, as tensões estão altas," disse um dos homens com um sorriso e um aperto de mão, me permitindo passar pelo portão. Manchester estava segura esta noite."
A cidade de Manchester nomeará Grande uma cidadã honorária da cidade, após os "grandes atos e demonstrações de espírito comunitário" da cantora, e será, assim, a primeira pessoa na história a ser condecorada pela cidade.